# Palgrave Macmillan

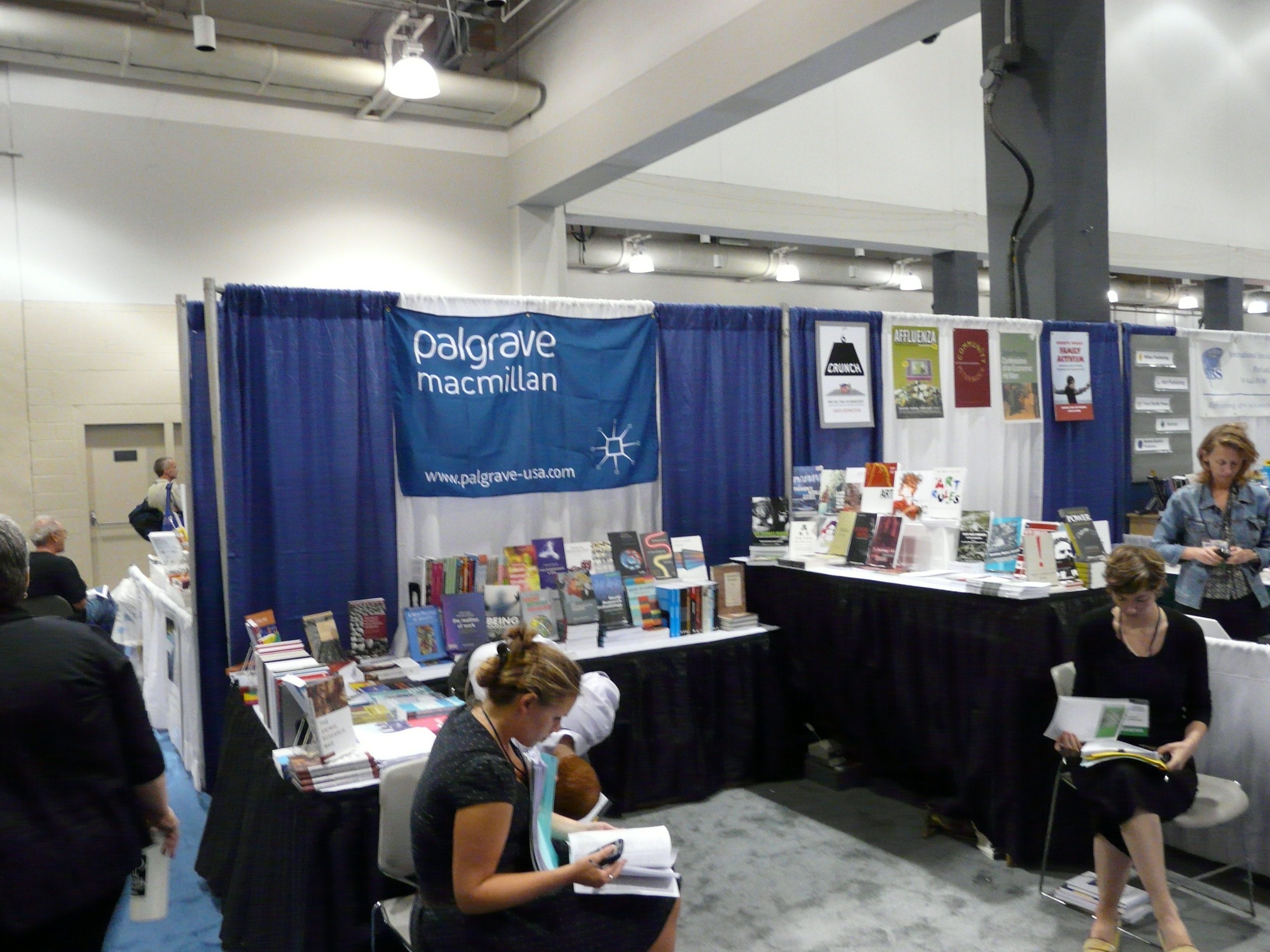
Konferensmonter från 2008

Palgrave Macmillan (fram till 2002 Palgrave) är ett brittiskt bokförlag för akademisk och facklitteratur med huvudkontor i London Borough of Camden. Utgivningen inkluderar läroböcker, tidskrifter, monografier, faktaböcker och referensverk i tryckt och online-format. Förlaget har flera kontor världen över i bland annat London, New York, Shanghai, Melbourne, Sydney, Hong Kong, Delhi och Johannesburg.
Palgrave Macmillan grundades 2000 när förlagen St. Martin's Press i USA och Macmillan Publishers i Storbritannien slogs samman och bildade Palgrave. Företaget är uppkallat efter familjen Palgrave. Historikern Sir Francis Palgrave, liksom hans fyra söner, var alla nära knutna till Macmillan Publishers på 1800-talet.
Palgrave Mcmillan är ett dotterbolag till Springer Nature. Fram till 2015 var det en del av Macmillan Group som helägdes av det tyska förlaget Holtzbrinck Publishing Group. Huvudkontoret låg först i Basingstoke. År 2014 flyttades det till Macmillan campus i Kings Cross, London, där andra Macmillan-företag inklusive Pan Macmillan, Nature Publishing Group och Macmillan Education redan hade sina kontor.